# Carlinhos Camurça
Carlos Alberto Azevedo Camurça, ou Carlinhos Camurça (Guajará-Mirim, 20 de julho de 1956), é um político brasileiro do estado de Rondônia filiado ao Avante. Camurça já foi prefeito de Porto Velho entre 1998 e 2004.
Tem como reduto eleitoral as cidades de Porto Velho, Nova Mamoré, Guajará-Mirim, Candeias do Jamari e Ji-Paraná, onde também é sempre bem votado. É considerado um dos principais defensores das regiões do Alto e Médio Madeira.

## Carreira política
Filiou-se ao PRN (atual PTC) em 1989. Sua história como candidato, no entanto, iniciou-se no PTB, pelo qual foi eleito deputado federal, representando o seu Estado natal, em 1990. Em seguida, filia-se ao PTR. Na votação do impeachment do presidente Fernando Collor de Mello, Camurça votou a favor da cassação. Com a fusão entre o PTR e o PST em 1993, passa a integrar o PP.
Em 1994, foi reeleito para o segundo mandato de congressista. No seu currículo com parlamentar federal por dois mandatos, constam vários projetos, sendo um dos mais importantes, a luta pela conclusão da usina Hidrelétrica de Samuel, e a implantação das linhas de transmissão de energia para todo o estado (conhecido como linhão). Renuncia ao mandato de deputado federal em 1996, para assumir a vice-prefeitura de Porto Velho, tendo sido eleito, em chapa composta com o amigo Chiquilito Erse, do PDT. Com a renúncia de Chiquilito Erse por motivos de saúde, assumiu a titularidade municipal em dezembro de 1998. Sua vaga foi ocupada pelo suplente Moisés Bennesby, do PFL.
Reeleito prefeito de Porto Velho em 2000, foi um dos prefeitos mais atuantes e estando listado entre os 10 melhores administradores municipais, em pesquisa da Força Sindical. Recebeu o prêmio Nacional de Incentivo a Educação, por ampliar em mais de 100% o número de crianças na escola no ano de 1999.
Entretanto, foi condenado pela Justiça de Rondônia por improbidade administrativa e foi obrigado a reparar danos causados ao erário, pagando multa correspondente em quatro vezes o valor de sua remuneração. Camurça entrou com recurso contra a decisão judicial, alegando ilegitimidade do Ministério Público para propor a ação, mas o Superior Tribunal de Justiça rejeitou. Em 2004, tentou eleger Mauro Nazif, do PSB, como novo prefeito de Porto Velho, sem êxito. No ano seguinte, migra para a legenda socialista, onde disputou o governo estadual, perdendo para Ivo Cassol. Em 2008 filia-se ao PMDB para tentar disputar novamente a prefeitura de Porto Velho, porém declinou da disputa eleitoral.
Nas eleições de 2010, postulou uma vaga a Assembléia Legislativa pelo Partido Progressista. No entanto, sua candidatura foi impugnada pela Justiça Eleitoral.

## Vida pessoal
Além da vida política, Carlinhos Camurça é um dos empresários mais bem sucedidos de seu Estado. Atua no ramo de motocicletas, Pecuária e Piscicultura.